# 南泰嶺
南泰嶺 (ナムテリョン、남태령) は、大韓民国ソウル特別市の冠岳区、瑞草区と、京畿道果川市との間に位置する峠である。
李氏朝鮮時代に、正祖が、この峠は何というのかと尋ねたところ、臣下が南泰嶺だと答えたことが地名の起こりである。現存する銅雀大路の南泰嶺区間は、日本が統治していた時代に拡張された道路である。近隣に地下駅である南泰嶺駅、住宅団地である南泰嶺チョノンマウルがある。
昔の人々が漢城 (いまのソウル) から忠清道や全羅道に行く際によく利用した峠であり、地形が険しいこの峠を越し、果川邑内で休んでゆくのが一般的であった。小説『春香伝』で李夢龍が暗行御史となり、南原に下ってゆく場面でその様子をうかがうことができる。

## 参考
- (ko:) 果川市公式ウェブ、地名由来